# ذبیح‌الله رضایی
ذبیح‌الله رضایی (۱۳۳۲، شهرضا، اصفهان) پروفسور حسابداری و صاحب کرسی عالی تامسون هیل دانشگاه ممفیس (تنسی) است.

## زندگی
ذبیح‌الله رضایی در سال ۱۳۳۲ در شهرضای اصفهان زاده شد. تحصیلات خود را تا دبیرستان در زادگاهش ادامه داد؛ و برای ادامه تحصیل در مقطع متوسطه به اصفهان رفت. سپس، به تهران رفت و مدرک کارشناسی خود را از مؤسسه عالی حسابداری گرفت. آگوست ۱۹۷۸ به آمریکا مهاجرت کرد. مدرک کارشناسی ارشد خود را در رشته مدیریت بازرگانی (گرایش حسابداری) از دانشگاه تارلتون (استفنویل، تگزاس) گرفت؛ و پس از آن نیز به دانشگاه می‌سی‌سی‌پی (آکسفورد، می‌سی‌سی‌پی) رفت و موفق به دریافت درجه دکتری حسابداری از آن دانشگاه شد.

این دانشمند سرشناس حسابداری نزدیک به سه دهه است که در دانشگاه‌های آمریکا و جهان به تدریس حسابداری، حسابرسی، راهبری شرکتی و اخلاق حرفه‌ای اشتغال دارد. وی هم‌اکنون پروفسور حسابداری و صاحب کرسی عالی تامسون هیل دانشگاه ممفیس (تنسی، آمریکا) است.

## برجسته‌ترین جایگاه‌های بین‌المللی
ذبیح‌الله رضایی به اعتبار جایگاه دانشگاهی موثقی که در دانشگاه‌های آمریکا دارد با نهادهای حسابداری و حسابرسی تأثیرگذاری همکاری داشته‌است. از آن جمله می‌توان به موارد زیر اشاره کرد:
- دبیر بخش حسابداری دادگاهی و بازرسی (FIA) انجمن حسابداری آمریکا (AAA) (هم اکنون)؛ ,
- عضویت در گروه رایزنی دائمی (SAG) هیئت نظارت بر حسابداری شرکت‌های عام (PCAOB) (عالی‌ترین نهاد ناظر بر حسابداری عمومی -Public Accounting- در آمریکا).

## گواهی‌نامه‌های حرفه‌ای بین‌المللی
ذبیح‌الله رضایی در کنار کارهای دانشگاهی و پژوهشی به انجام کارهای حرفه‌ای حسابداری و حسابرسی نیز توجه داشته‌است. در این راستا، موفق به دریافت ۱۰ گواهی‌نامه حرفه‌ای از معتبرترین نهادهای بین‌المللی شده‌است. جزئیات مربوط به گواهی‌نامه‌های حرفه‌ای بین‌المللی وی در نمایه (۱) ارائه شده‌است.
| سرواژه گواهی‌نامه | عنوان انگلیسی                                     | عنوان فارسی                        | صادرکننده                                                                                    |
| ---------------- | ------------------------------------------------- | ---------------------------------- | -------------------------------------------------------------------------------------------- |
| CPA              | Certified Public Accountant                       | حسابدار عمومی گواهی شده            | انجمن حسابداران عمومی گواهی شده آمریکا (AICPA)                                               |
| CFE              | Certified Fraud Examiner                          | بازرس تقلب گواهی شده               | انجمن بازرسان تقلب گواهی شده آمریکا (ACFE)                                                   |
| CMA              | Certified Management Accountant                   | حسابدار مدیریت گواهی شده           | انجمن حسابداران مدیریت آمریکا (ima)                                                          |
| CIA              | Certified Internal Auditor                        | حسابرس داخلی گواهی شده             | انجمن حسابرسان داخلی آمریکا (IIA)                                                            |
| CRMA             | Certified Risk Management Assurance               | گواهی شده اطمینان‌بخشی مدیریت ریسک  | انجمن حسابرسان داخلی آمریکا (IIA)                                                            |
| CGFM             | Certified Government Financial Manager            | مدیر مالی دولتی گواهی شده          | انجمن حسابداران دولتی آمریکا (AGA)                                                           |
| CSOXP            | Certified Sarbanes-Oxley Professional             | حرفه‌ای ساربنز آکسلی گواهی شده      | گروه راهبری، ریسک و رعایت (GRC Group)                                                        |
| CGOVP            | Certified Corporate Governance Professional       | حرفه‌ای راهبری شرکتی گواهی شده      | گروه راهبری، ریسک و رعایت (GRC Group)                                                        |
| CGRCP            | Certified Governance Risk Compliance Professional | حرفه‌ای راهبری ریسک رعایت گواهی شده | گروه راهبری، ریسک و رعایت (GRC Group)                                                        |
| CGMA             | Chartered Global Management Accountant            | حسابدار مدیریت جهانی خبره          | انجمن حسابداران عمومی گواهی شده آمریکا (AICPA) و انجمن حسابداران مدیریت خبره انگلستان (CIMA) |

## تألیفات

### کتاب‌ها
ذبیح‌الله رضایی ۸ کتاب مختلف در زمینه حسابرسی در آمریکا تألیف کرده‌است. از نظر او دستورالعمل‌هایی که در این رابطه در کشور وجود دارد با مکانیزم‌های کشوری مانند آمریکا تفاوت دارد زیراسرمایه آن کشور بالا بوده و هدف از بکارگیری از نظام حاکمیت شرکتی ایجاد تعادل بین انگیزه مدیران و درخواست سرمایه‌گذاران است.
عناوین مهم‌ترین کتاب‌های ذبیح‌الله رضایی که توسط معتبرترین ناشران بین‌المللی منتشر شده‌اند عبارتند از:
1. Financial Institutions, Valuations, Mergers, and Acquisitions: The Fair Value Approach؛ ۴۵۶ صفحه؛ انتشارات وایلی؛ ۱۵ مارس ۲۰۰۱ (چاپ دوم)[۴]
2. Financial Services Firms: Governance, regulations, Valuations, Mergers and Acquisitions؛ ۵۵۵ صفحه؛ انتشارات وایلی؛ ۹ اوت ۲۰۱۱ (چاپ سوم)[۵]
3. Financial Statement Fraud: Prevention and Detection؛ ۲۵۶ صفحه؛ انتشارات وایلی؛ مارس ۲۰۰۲ (چاپ اول)[۶]
4. Corporate Governance and Business Ethics؛ ۳۰۰ صفحه؛ انتشارات جان وایلی اند سانز؛ 2008[۷]
5. Corporate Governance Post-Sarbanes-Oxley: Regulations, Requirements, and Integrated Processes؛ ۵۶۰ صفحه؛ انتشارات وایلی؛ ۱۳ اوت ۲۰۰۷ (چاپ اول)[۸]
6. Audit Committee Oversight Effectiveness Post-Sarbanes-Oxley Act؛ انتشارات تکس منیجمنت؛ 2006[۹]
7. Corporate Sustainability: Integrating Performance and Reporting؛ ۳۱۶ صفحه؛ انتشارات وایلی؛ ۶ نوامبر ۲۰۱۲ (چاپ اول)[۱۰]
8. 3rd edition; U.S. Master Auditing Guide؛ چاپ سوم 9. Forensic Accounting and Financial Statement Fraud, Volume II: Forensic Accounting Performance

### مقالات
- بیش از ۲۰۰ عنوان مقاله در مجلات معتبر دانشگاهی و حرفه‌ای بین‌المللی

### سخن‌رانی‌ها
- بیش از ۲۱۰ سخن‌رانی در همایش‌های معتبر بین‌المللی

ذبیح‌الله رضایی طی سه سال گذشته سخنرانی‌های متعددی نیز در ایران داشته‌اند که از آن جمله می‌توان به موارد زیر اشاره کرد:
- سخن‌رانی در یکمین سالانه پیش‌گیری از تقلب و سوءاستفاده‌های مالی، تهران، برج میلاد، آذر ۱۳۸۹
- سخن‌رانی در دومین سالانه پیش‌گیری از تقلب و سوءاستفاده‌های مالی، تهران، پژوهشگاه نیرو، آذر ۱۳۹۰
- سخن‌رانی در سومین سالانه پیش‌گیری از تقلب و سوءاستفاده‌های مالی، تهران، پژوهشگاه نیرو، دی ۱۳۹۱
- سخن‌رانی در اولین کنفرانس کنترل‌های داخلی اثربخش، تهران، پژوهشگاه نیرو، اردیبهشت ۱۳۹۱
- سخن‌رانی در دهمین همایش ملی حسابداری ایران، تهران، دانشگاه الزهرا، خرداد ۱۳۹۱

## دیدگاه‌ها
- «وجدان، مستقل‌بودن، قضاوت به‌جا، صلاحیت‌داشتن، پاسخ‌گویی و احترام متقابل از عوامل اخلاق است که در کارکرد فرهنگ شرکت‌ها تأثیر می‌گذارد. به کارهای خوب باید پاداش داد و برای کارهای بد تنبیه در نظر گرفت.»[۱۶]
- «فرق قانون با اخلاق این است که اخلاق باعث راهنمایی کردن رفتار افراد و هدایت انسانها می‌شود اما قانون کنترل‌کننده رفتار است. مانند زکات و مالیات.»[۳]
- «حسابداری اسلامی براساس ذکات است و اساس حسابداری اسلامی تقسیم ثروت، رسیدن به اهداف اجتماعی، خانوادگی و دینی است، اما در آمریکا حسابداری براساس پایداری است و براین اساس است که شرکت‌ها دنبال سود کوتاه‌مدت نباشند و عملکرد درازمدت داشته باشند.»[۱۶]
- «داشتن قدرت مطلق هر مدیر، حضور افراد بی‌لیاقت، خلاء کنترل‌های داخلی و حضور گروهی و تبانی تعدادی از افراد با یکدیگر از عوامل اصلی شکل‌گیری فساد هستند. در این میان اصول اخلاقی و اسلامی و پاسخگویی هم از جمله متغیرهای مؤثر در کاهش فساد و تقلب به‌شمار می‌روند.»[۳]